# Trophy Wife (Fernsehserie)
Trophy Wife ist eine US-amerikanische Comedyserie, die von einer so genannten „Trophy Wife“ (dargestellt von Malin Åkerman) handelt, die sich unter anderem mit den beiden Ex-Frauen ihres viel älteren Ehemannes (dargestellt von Bradley Whitford) auseinandersetzen muss, ebenso wie mit den Kindern aus den früheren Beziehungen. Die Serie besteht aus einer Staffel mit 22 Episoden und wurde vom 24. September 2013 bis zum 13. Mai 2014 beim Sender ABC ausgestrahlt.
Die Erstausstrahlung im deutschsprachigen Raum, fand ab dem 15. September 2014 in Österreich beim Sender ORF eins statt. In Deutschland fand die Erstausstrahlung in der Zeit vom 6. September bis zum 4. Oktober 2016 bei Super RTL statt.

## Besetzung
Die Synchronisation der Serie wurde bei der Scalamedia nach Dialogbüchern von Kathrin Gaube, Katharina Blum, Peter Woratz und Kathrin Simon unter der Dialogregie von Woratz und Simon erstellt.
| Rolle                                            | Darsteller        | Synchronsprecher   |
| ------------------------------------------------ | ----------------- | ------------------ |
| Kate Harrison                                    | Malin Åkerman     | Claudia Lössl      |
| Pete Harrison                                    | Bradley Whitford  | Manfred Trilling   |
| Dr. Diane Buckley, Petes erste Ehefrau           | Marcia Gay Harden | Madeleine Stolze   |
| Jackie Fisher, Petes zweite Ehefrau              | Michaela Watkins  | Elisabeth Günther  |
| Hillary Harrison, Pete und Dianes Tochter        | Bailee Madison    | Paulina Rümmelein  |
| Warren Harrison, Pete und Dianes Sohn            | Ryan Lee          | Mio Lechenmayr     |
| Bert Harrison, Pete und Jackies adoptierter Sohn | Albert Tsai       | Giuliano Ceraolo   |
| Meg Gomez, Kates beste Freundin                  | Natalie Morales   | Caroline Combrinck |